# Immunoassay

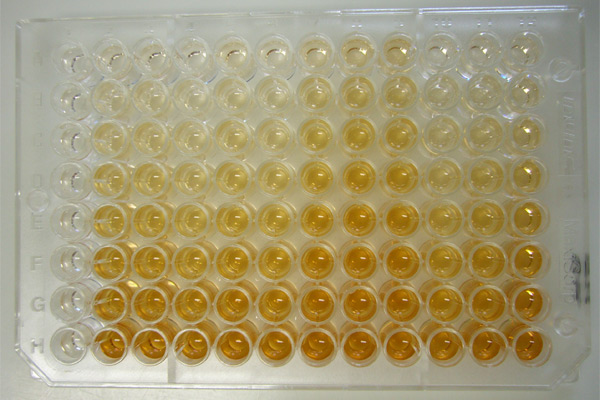
De ELISA is een bekende immunoassay

Een immunoassay is een biochemische test waarbij de aanwezigheid of de concentratie van een macromolecuul of een klein molecuul in een oplossing wordt gemeten met behulp van een antilichaam (meestal) of een antigeen (soms). Het molecuul dat met de immunoassay wordt gedetecteerd, wordt de "analyt" genoemd en is in veel gevallen een eiwit. Analyten in biologische vloeistoffen zoals serum of urine worden vaak gemeten met behulp van immunoassays voor medische en onderzoeksdoeleinden.
Immunoassays zijn er in vele verschillende formaten en variaties. Immunoassays kunnen in meerdere stappen worden uitgevoerd, waarbij reagentia op verschillende punten in de assay worden toegevoegd en weggespoeld of gescheiden. Meerstaps-immunoassays worden vaak scheidingsimmunoassays of heterogene immunoassays genoemd. Sommige immunoassays kunnen eenvoudig worden uitgevoerd door de reagentia en het monster te mengen en een fysische meting uit te voeren. Dergelijke bepalingen worden homogene immunoassays genoemd, of minder vaak niet-gescheiden immunoassays.
Bij immunoassays wordt vaak gebruik gemaakt van een kalibrator. Kalibratiemiddelen zijn oplossingen waarvan bekend is dat zij de analyt in kwestie bevatten, en waarvan de concentratie in het algemeen bekend is. Door de respons van een bepaling op een echt monster te vergelijken met de respons van de bepaling met behulp van kalibratiemiddelen kan de signaalsterkte worden geïnterpreteerd in termen van de aanwezigheid of de concentratie van de analyt in het monster.